# Перли на лунна светлина
„Перли на лунна светлина“ (на френски: Les bijoutiers du claire de lune) е драма на режисьора Роже Вадим от 1958 година с участието на Брижит Бардо, Алида Вали и Стивън Бойд. Филмът е копродукция на Франция и Италия и е заснет по мотиви от едноименната новела от 1954 година на Албер Видали.

## Сюжет
Някога, тези, които полицията е преследвала из планинските пътеки, са се наричали един друг „перли на лунна светлина“. Порядъчната девойка Урсула, заминава na ваканция, без да подозира, че в скоро време живота ѝ ще се стече така, че ще стане една от тях. Урсула решава да прекара ваканцията си в провинцията при леля си и чичо си.
Когато пристига, тя се оказва свидетелка на свада между граф Мигел де Рибера и местния младеж Ламбер, в когото момичето се влюбва от пръв поглед. Мигел и Ламбер стават истински врагове и за това имат достатъчно причини – Ламбер обвинява Мигел в гибелта на сестра си, а той на свой ред, с всички сили се старае да се отърве от младежа, който може да му причини куп проблеми. В крайна сметка, защитавайки се, юношата случайно убива Мигел. Сега след Ламбер тръгва полицията и го заплашва затвор. Тогава Урсула, рискувайки собствения си живот, решава да спаси любимия си.

## В ролите
| Изпълнител       | Роля                 |
| ---------------- | -------------------- |
| Брижит Бардо     | Урсула               |
| Стивън Бойд      | Ламбер               |
| Алида Вали       | Флорентин            |
| Хосе Нието       | граф Мигел де Рибера |
| Фернандо Рей     | Тео                  |
| Маручи Фресно    | Кончита              |
| Адриано Домингес | Фернандо             |
| Хосе Марко Даво  | Шеф на полицията     |